# 国際連合安全保障理事会決議53
国際連合安全保障理事会決議53（こくさいれんごうあんぜんほしょうりじかいけつぎ53、英: United Nations Security Council Resolution 53, UNSCR53）は、1948年7月7日に国際連合安全保障理事会で採択された、パレスチナでの休戦延長を求める決議。

## 概要
1948年7月5日付の国際連合調停官（United Nations Mediator）から送られた電報を受けて、調停官との協議で決定された第一次中東戦争の休戦の延長を原則的に受け入れるよう、パレスチナの関係各所に緊急の呼びかけを行うことを定めている。
決議は8票の賛成により採択された。しかしながら、ウクライナ・ソビエト社会主義共和国 、ソビエト連邦、シリアは棄権した。

## 詳細
以下はその和訳。
安全保障理事会は、
1948年7月5日付の国際連合調停官からの電報を考慮し、

調停官との協議で決定される期間の休戦の延長を原則的に受け入れるよう、利害関係者に緊急の訴えを行う。